# Masmédia
Masmédia (jednotné číslo masmédium) nebo hromadné sdělovací prostředky jsou nástroje masové komunikace, s širokým dosahem. Mezi hlavní druhy masmédií patří rozhlas, televize, noviny, internet. Masmédia slouží k šíření informací a kultury prostřednictvím slov, zvuku, obrazu nebo jejich kombinace, a to většímu okruhu posluchačů, diváků či čtenářů.

## Funkce masmédií
Masové sdělovací prostředky mají ve společnosti důležitý sociální, politický a kulturní význam. Jsou většinou plošně a snadno dostupné, vyznačují se aktuálností v průběžném přinášení zpráv a informací přinášených většinou v krátkých periodách. Masové médium jako takové se netýká jen přenosu zpráv, ale má tyto základní funkce: 
- Informativní funkce - Média nám přinášejí řadu informací z našeho okolí nebo celého světa. Informují nás o politice, ekonomice, kultuře ve světě nebo společenském životě. Součástí toho jsou i rozbory dané problematiky a tím možnost zaujmout postoj k dané problematice. Touto činností se zabývá žurnalistika.

- Vzdělávací funkce - Tato funkce opět souvisí s předáváním informací, ale ne pouze k informovanosti společnosti, ale k jejímu vzdělávání. Média jsou přímo a systematicky určena k podpoře vzdělávání. Realizuje se formou televizních pořadů, zájmově zaměřených časopisů a knih, webových stránek nebo rozhlasovými adaptací děl známých autorů.
- Přesvědčovací funkce - Tato funkce je zaměřena na potvrzení, upravení, tvorbu nebo vyvrácení postojů a názorů na různé, především politické a kulturní témata. Dále je třeba zmínit reklamní a komerční využití médií. Nejpatrnějším znakem této funkce je umístění reklamních a propagačních spotů v televizním a rozhlasovém vysílání. Nejefektivnější přesvědčovací reklama je ta skrytá, jenž nepřiznává svou podstatu.
- Zábavní funkce - Média jsou trvale spojena s trávením volného času. Lidé si užívají čtení novin, sledování televize, stahování filmů a hraní počítačových her. Moderní generace také tráví čas na sociálních médiích a platformách jako YouTube a Instagram.

## Pohledy a teorie o masmédiích

### Masová média a sociální změna
Teze o potencionálních vztazích mezi masovou komunikací a sociální změnou se při velkém zjednodušení dají rozdělit do 3 kategorií:
1. masovým médiím je přisuzována schopnost urychlit proces modernizace, ať už jako prostředek vzdělávání, nebo jako mobilizační multiplikátor předávající nové zkušenosti a přinášející rozšiřování obzoru, psychickou mobilitu a zvyšující připravenost k inovacím. Proces modernizace tedy začíná komunikací nových myšlenek a informací, které podněcují přání jednat a chovat se novým způsobem.
2. masová média jsou považována za výsledek hospodářského vývoje a není jim v procesu modernizace přisuzován žádný další význam. Pro tyto nepříliš rozšířené teorie jsou typické ekonomické modely růstu, které médiím žádný další význam nepřikládají.
3. masová média nejsou považována za prostředek, který by přispíval ke vzdělání nebo modernizaci, ale jsou naopak považována za škodlivý element, protože nabízejí špatné vzory a zvyšují úroveň hospodářských nároků na nereálně vysokou laťku.

### Pohledy na masmédia

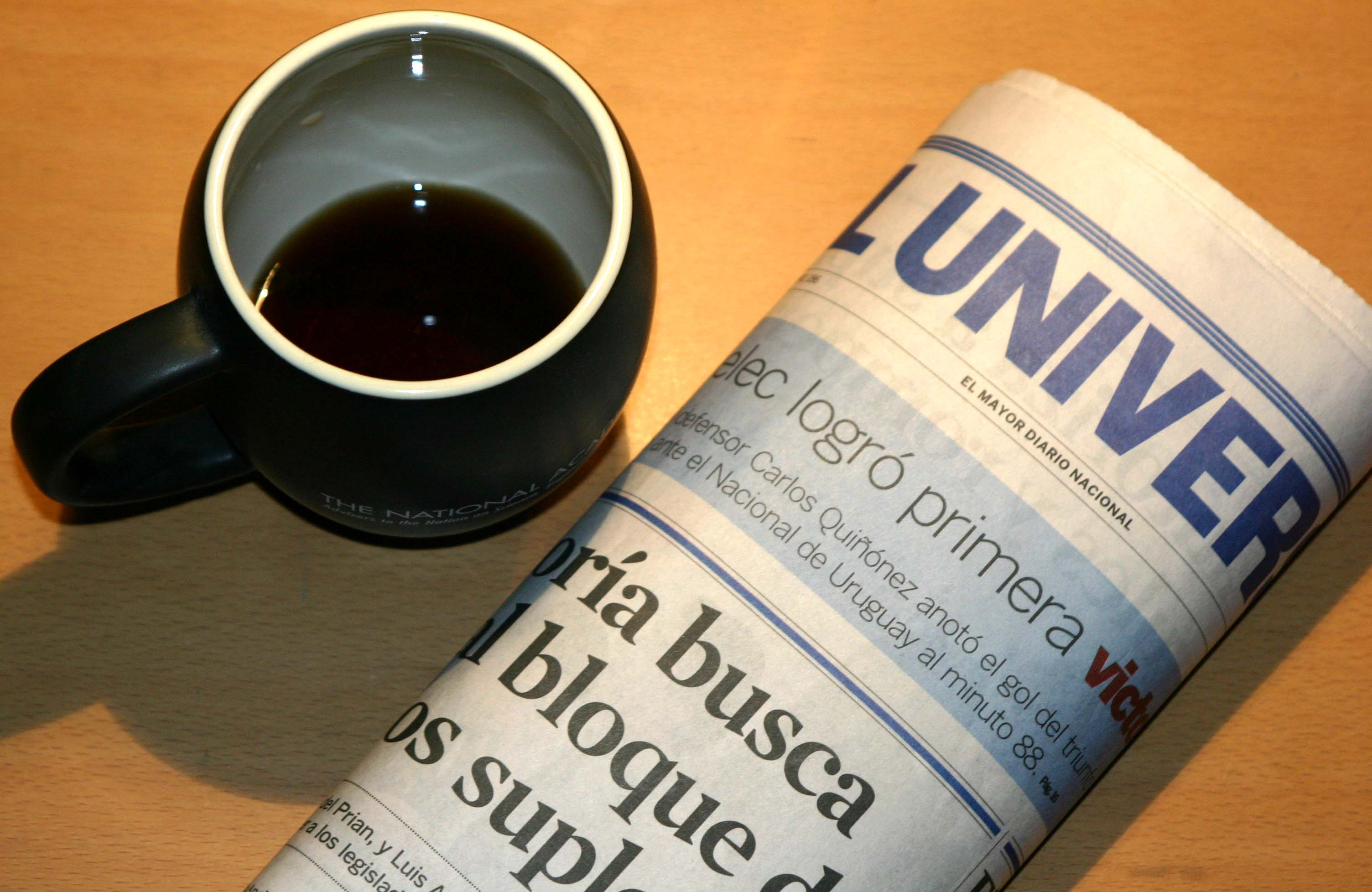

Denis McQuail charakterizoval masovou komunikaci sedmi znaky
1. obvykle vyžaduje komplex formálních organizací
2. je určena velkému publiku
3. je veřejná, její obsah je přístupný komukoliv
4. veřejnost je heterogenní, příjemci žijí v rozdílných podmínkách a kulturách
5. masová média mohou vytvořit na velkou vzdálenost od zdroje simultánní kontakt s velkým počtem lidí, kteří jsou od sebe navzájem oddělení
6. vztah mezi komunikátorem a publikem ovlivňují lidé známí jen v jejich veřejné roli komunikátorů
7. veřejnost je agregátem individuí se společnými zájmy, formami chování a aktivními postoji k veřejným problémům; navzájem se však neznají, mají jen omezené možnosti interakce, řízení neorientují na sebe sama a jejich vzájemná organizovanost je jen sporadická a zcela volná.

### Typy teorií
Můžeme rozlišit dva typy teorií využitelných v oblasti masové komunikace:
1. sociálněvědní teorie: obecná tvrzení o povaze, fungování a účincích masové komunikace, založená na systematickém a objektivním studiu médií a dalších relevantních zdrojů.
2. kulturální teorie: rozmanitější teorie, která ve svých formách se snaží jak rozlišovat kulturní artefakty dle kritérií kvality, ale též se právě naopak snaží zpochybnit hierarchickou klasifikaci jako irelevantní nástroj pro skutečný význam kultury. Cílem je i vymezit estetická či etická pravidla či stanovit společensko-kritický směr.

## Dělení masmédií

### Periodický tisk

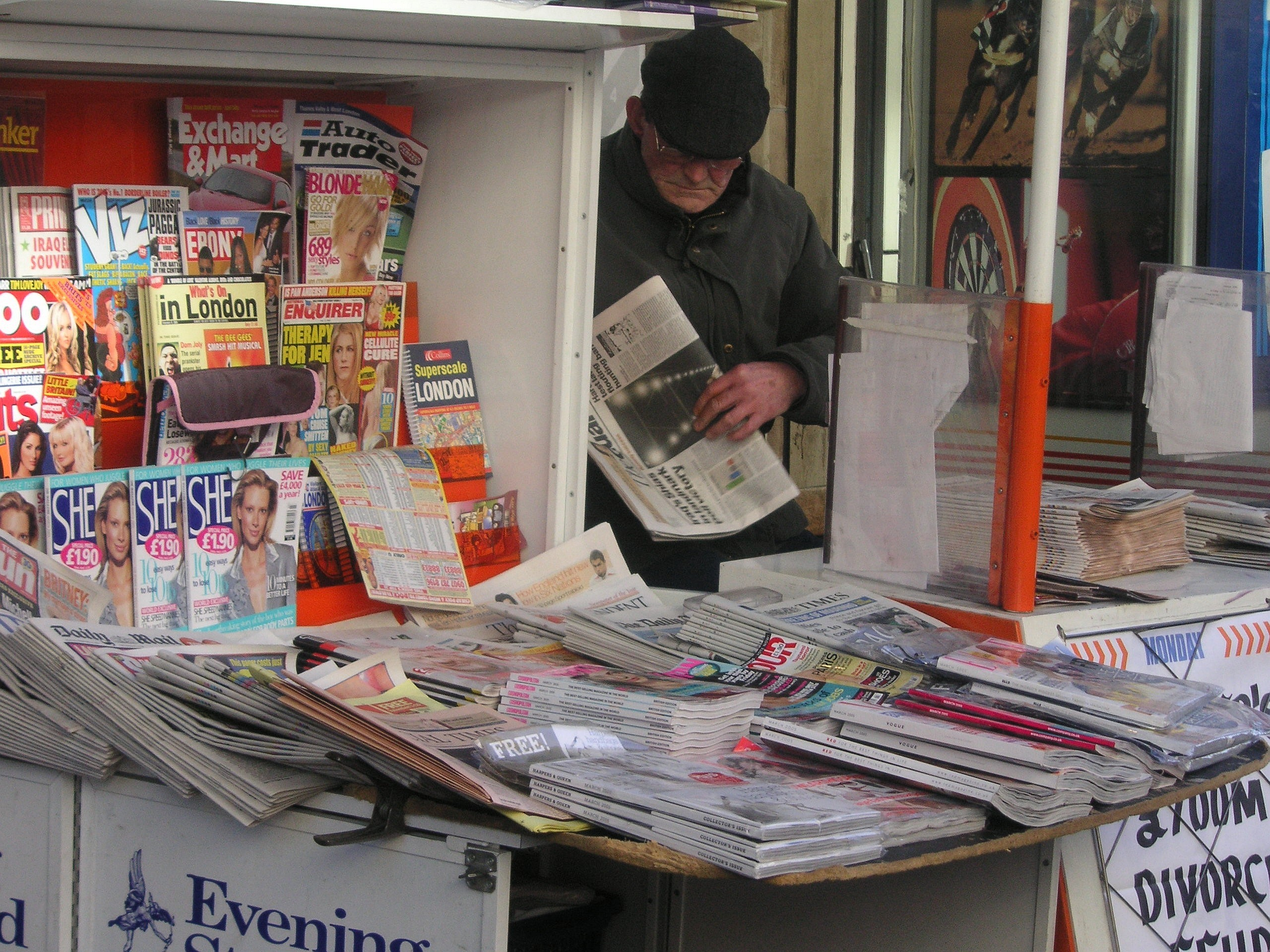

Za první periodický tisk se pokládají noviny, které vycházely v Německu v roce 1605 ve Štrasburku a v roce 1609 ve Wolfenbüttelu. Nejstarší periodické noviny v českých zemích vyšly až v roce 1659 v Praze a byly psány německy. Česky psané noviny – Outerní (Sobotní) pražské poštovské noviny z rozličných zemí a krajin přicházející (také Český Postilión neboli Noviny české) vydával v Praze od roku 1719 tiskař Karel František Rosenmüller.
Na vydávání novin se projevoval vliv mnoha okolností, od zájmu a připravenosti publika na jejich odebírání až po cenzurní praxi v daném území. Noviny se vyznačovaly periodicitou, komerční povahou, mnohostranným využitím a veřejným charakterem, což znamenalo, že byly otevřené široké veřejnosti. Nicméně od počátků se komerční úspěch novinového podnikání také odvíjel od technologického pokroku v oblasti tisku a přepravy novin. Díky novým technikám tisku se během 19. a 20. století zjednodušilo a většinou i zlevnilo začlenění obrazových prvků do tiskové produkce. 
V roce 1833 přinesl průlom v dějinách novin založení New York Sun Benjamina H. Daye. Tyto noviny se staly prvními, které se osvobodily od nutnosti předplatného a začaly se prodávat volně na ulici. Proto byly často označovány jako Šestákové noviny. Po první světové válce začala expanze novin postupně zpomalovat, částečně kvůli nástupu nových médií, jako je rozhlas, film a později televize. Před rokem 1989 bylo v tehdejším Československu registrováno 722 titulů periodického tisku. Inzerce zaujímala velmi malou plochu, protože většina novin a časopisů byla v rukou státu a dostávala takové státní dotace, že redakce nic nenutilo k získávání inzerce.
Od poloviny devadesátých let se s rozvojem informačních technologií rozšiřují možnosti elektronického publikování. Podle údajů z databáze mezinárodního centra ISSN se stále zvyšuje počet elektronických časopisů, mezi roky 2005 a 2009 šlo o 219% nárůst, u tištěných časopisů o nárůst 17%. V České republice bylo první ISSN pro elektronický časopis přiděleno Českým národním střediskem v roce 1995 a jednalo se o časopis E-logos, který vychází stále. Stejně jako v případě zahraničních plnotextových on-line periodik jsou i u nás k dispozici databáze s českými novinami a časopisy. 

### Rozhlas
Podrobnější informace naleznete v článku Rozhlas
Rozhlas je prakticky nejpřístupnějším neboť ho můžeme poslouchat doma, v práci, ale i v autě. Informace jím zprostředkované jsou kratší a určené širším okruhům posluchačů. Výhodou je pohotové zprostředkování informací posluchačům. Další výhodou je možnost okamžité zpětné vazby posluchačů například telefonicky do studia. Nevýhodou rozhlasu je, že posluchač může informaci přeslechnout nebo zapomenout bez možnosti zpětného ověření.

V roce 1910, kdy americký fyzik Lee de Forest, vynálezce elektronky, snímal zvuk opery Carmen a přenášel jej rozhlasovým vysíláním. Tehdy se uskutečnil první rozhlasový přenos z Metropolitní opery v New Yorku. O deset let později rozhlas vysílal výsledky amerických prezidentských voleb. V roce 1922 bylo v Anglii zahájeno pravidelné rozhlasové vysílání BBC. 
Pokusy o vysílání na území Československa začaly po 1. světové válce. 28. října 1919 u příležitosti prvního výročí vzniku Československé republiky byl z vojenské vysílací stanice, umístěné na pražské Petřínské rozhledně, odvysílán první rozhlasový pořad, složený ze slova a hudby. Pravidelné rozhlasové vysílání bylo zahájeno 18. května 1923 ve 20.15 ze stanu, zapůjčeného od skautů, v Praze - Kbelích. Vysílalo se hodinu na dlouhé vlně, součástí vysílání bylo krátké ohlášení a koncert. Československo se tak stalo jednou z prvních evropskou zemí, kde vzniklo pravidelné vysílání. Průkopníky rozhlasového vysílání byli novinář Miloš Čtrnáctý, člen Spolku českých žurnalistů, Eduard Svoboda, podnikatel v oblasti radiotelefonie a Ladislav Šourek, ředitel firmy pro výrobu rozhlasových přijímačů Radioslavia.
V roce 1926 vznikla první rozhlasová hra náladová kompozice Přástky vysílaná v době propagačního týdne rozhlasu v listopadu 1926. V roce 1926 byl založen orchestr Radiojournalu, který vytvořil základ dnešního Symfonického orchestru Českého rozhlasu. Po okupaci Československa a vytvoření Protektorátu Čechy a Morava v roce 1939 byl rozhlas sloučen s německým protektorátním vysíláním do skupiny Sendegruppe Böhmen und Mähren. Po převzetí moci komunisty v roce 1948 byl Československý rozhlas zestátněn. V roce 1990 se Československý rozhlas stal členem Evropské vysílací unie EBU. V roce 1991 byl zřízen zákonem Československý rozhlas jako veřejná instituce, nezávislá na státu a financovaná z koncesionářských poplatků. Po zániku Československa 1. ledna 1993 vznikl Český rozhlas. Jeho součástí byly tři celoplošné stanice a síť regionálních studií. Mezi stanice s celonárodním dosahem patří Radiožurnál (hudebně-zpravodajská stanice), stanice Praha (rodinná stanice, naučné a zábavné pořady) a Vltava (stanice literatury a vážné hudby). Na jaře 2013 byly zřízeny další dvě digitální stanice – Rádio Junior, určené nejmenším posluchačům, a Český rozhlas Jazz. Zároveň ukončily své vysílání Český rozhlas 6, Rádio Česko a Český rozhlas Leonardo. Ve stejné době vznikla nová stanice analytické publicistiky Český rozhlas Plus. V období posledních několika málo let Český rozhlas začal multimedializovat svůj obsah a významně využívá fenoménu sociálních sítí. 
Novodobá historie rozhlasového trhu v ČR se v podstatě začala psát na začátku 90. let s prvními soukromými stanicemi na trhu. V září roku 1993 je zahájeno vysílání první soukromé celoplošné stanice Rádio Alfa a zhruba o měsíc později ji následuje Frekvence 1. V tomto období byla zahájena i realizace prvního výzkumu poslechovosti rozhlasových stanic Media Projekt. 
Do roku 2025 by měly všechny soukromé rozhlasové stanice, které vysílají na základě licence udělené Radou pro rozhlasové a televizní vysílání (RRTV), přejít na digitální vysílání. Ukládá jim to tzv. transformační licence, jež provozovatelům komerčních rádií umožnila druhé automatické prodloužení oprávnění pro využívání analogových frekvencí v FM pásmu.

### Televize

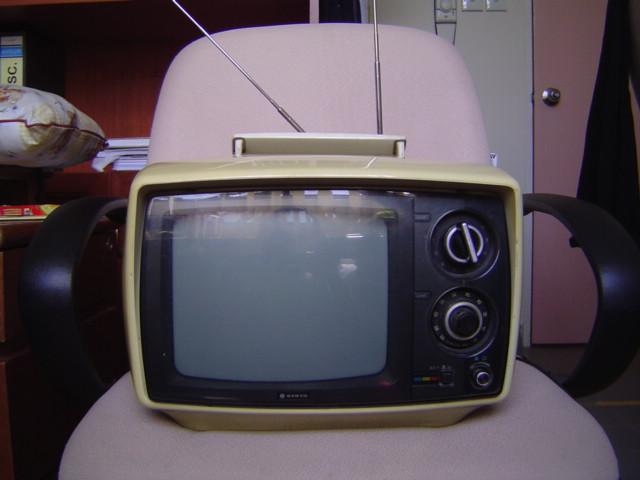

První pohyblivý obraz se podařilo přenést v roce 1925 Charlesi Francisi Jenkinsovi z Washingtonu DC do Philadelphie (cca 200 km). Byl to obraz prezidenta USA W. G. Hardinga. V roce 1929 začala v Londýně stanice BBC s pokusným televizním vysíláním. První pravidelné televizní vysílání bylo zahájeno v roce 1935 v Berlíně. V roce 1949 byla v USA vyvinuta elektronická barevná televize. V roce 1957 byl ve Francii vyvinut systém barevné televize SECAM, v roce 1961 v Německu systém PAL. V roce 1972 bylo v USA zřízeno prvních 2839 přípojů kabelové televize. V roce 1979 byl japonské společnosti udělen patent na plochou televizní obrazovku s tekutými krystaly.
Počátky televize v Československu lze klást do období před 2. světovou válkou. První pokusy prováděl Jaroslav Šafránek. Válečné události však veškerou aktivitu přerušily, ale po válce byl výzkum obnoven. První pokusné vysílání televize v Československu se konalo 23. 3. 1948 v Tanvaldě. Skupina vědců Vojenského technického ústavu zde uskutečnila ukázku pro veřejnost. Zkušební televizní vysílání ze Studia Praha ve Vladislavově ulici bylo zahájeno 1. května 1953 a 25. února 1954 bylo prohlášeno za pravidelné. Jako první televizní vysílač sloužila pražská rozhledna na Petříně. Televizní vysílání začínalo v rámci státního Československého rozhlasu, teprve v roce 1958 vznikla samostatná organizace Československá televize. Její pozici monopolního státního vysílatele potvrdil zákon č. 18 z roku 1964.  Zpočátku vysílala televize pouze tři dny v týdnu, postupně se počet dnů zvyšoval a od 29. prosince 1958 televize své pořady vysílala po celý týden. Kromě pražského, začala vznikat i další studia. 
- 31. prosince 1955 v Ostravě,
- 3. listopadu 1956 v Bratislavě,
- 6. července 1961 v Brně
- 25. února 1962 v Košicích.

První pravidelné barevné vysílání zahájila americká stanice NBC již v srpnu 1953. Oficiální pravidelné barevné vysílání Československé televize přišlo až v květnu 1973. Televize se stala běžnou součástí domácností ve vyspělých zemích. Tento trend pokračoval v 60. letech s dalším rozšířením barevného vysílání. V 90. letech začal přechod z analogového na digitální vysílání, což přineslo vyšší kvalitu obrazu a zvuku. Tento proces byl dokončen v mnoha zemích na začátku 21. století. Nástup digitálního vysílání v českém prostředí se začal testovat od roku 2000. V 21. století se běžnou součástí staly HD televize a poskytly divákům ostřejší a detailnější obraz. Jednou z posledních novinek jsou Smart televize, které kombinují tradiční televizní vysílání s internetovými funkcemi. Díky Smart televizím mohou diváci přistupovat ke streamovacím službám, jako jsou například Netflix, Amazon Prime Video, Disney+, přímo ze svých televizorů.

### Internet
Internet slouží pro šíření zpravodajství napříč veřejností. Využívají ho k prezentaci zpráv jak mediální společnosti tak jednotlivci. Zpravodajství jako takové je ve převážně publikováno na webových stránkách mediálních organizací a následně je šířeno prostřednictvím sociálních sítí.
Internet začal vznikat v 50. letech 20. století ve Spojených státech pod agenturou ARPA. Podle této grantové agentury byla experimentální síť také pojmenována jako ARPANET. Tato síť měla na dálku umožnit přístup k tehdejším nejvýkonnějším superpočítačům. Nacházela se především na významných univerzitách, v jejich výpočetních střediscích. Tato síť spojovala 4 univerzity v USA – CLA , SRI, UCSB a University of Utah. 
3. února 1992 byl k Internetu připojena také Česká republika a to konkrétně budova ČVUT v Praze-Dejvicích. Projekt FESNET se měl stát páteřní internetovou sítí mezi akademickými institucemi v celé federaci. 1. ledna 1993 vznikly místo původního Československa dva samostatné státy a původní FESNET se tak rozštěpil na dva samostatné projekty: slovenský SANET a český CESNET, který byl slavnostně spuštěn 15. června 1993, brzy následovaly i menší, lokální sítě (jako například pražský PASNET). Netrvalo tak dlouho a internet se dostal ke všem akademickým uživatelům v Česku. 
K rozvoji internetu dochází nejen z technologického hlediska, ale především v oblasti aplikací a technického využití. Dochází k přechodu od čistě akademického využití k ekonomickému či zábavnímu. Vznikají internetové obchody, katalogy webových stánek, portálové služby a řada dalších projektů. Lidé mají snadný přístup k informacím, do velké míry mění své komunikační zvyky, transformuje se struktura fungování firem nebo dochází k postupnému vzniku systémů distančního vzdělávání a k řadě dalších ekonomických i sociálních změn. Internet neřídí nikdo, dnes je tvořen obrovským množstvím nezávislých menších sítí. Celý systém je zcela decentralizovaný.